# McRae (Georgia)
McRae è una città degli Stati Uniti d'America, situata in Georgia, nella Contea di Telfair, della quale è il capoluogo.
Qua è nata l'atleta Kim Batten.